# 上澤站
上澤站（日语：／ Kamisawa eki */?）是位於日本兵庫縣神戶市兵庫區，屬於神戶市營地下鐵西神·山手線的鐵路車站。車站編號是S07。車站主題是「櫻」。

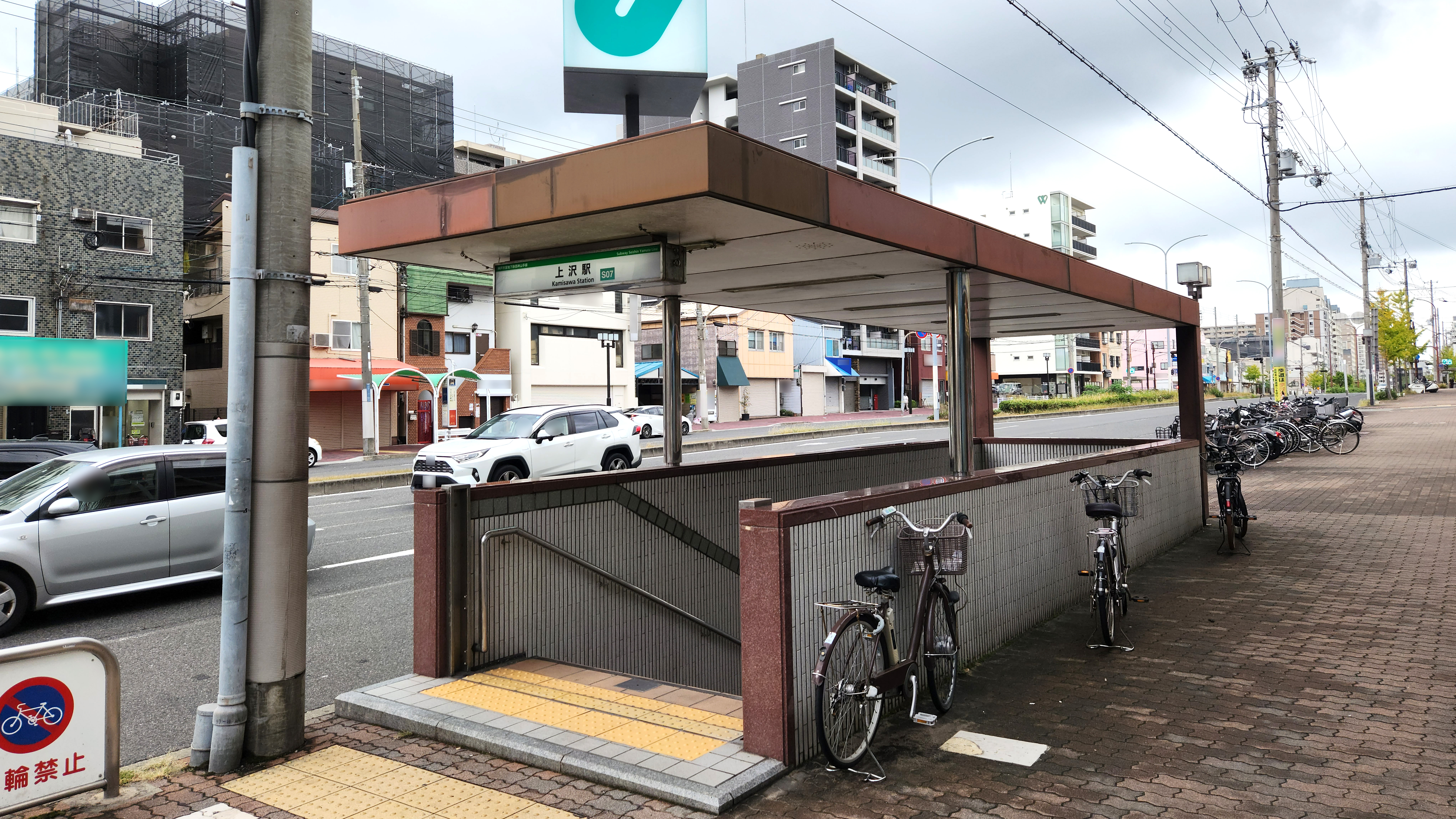
東1號出入口（2023年10月）

## 車站結構

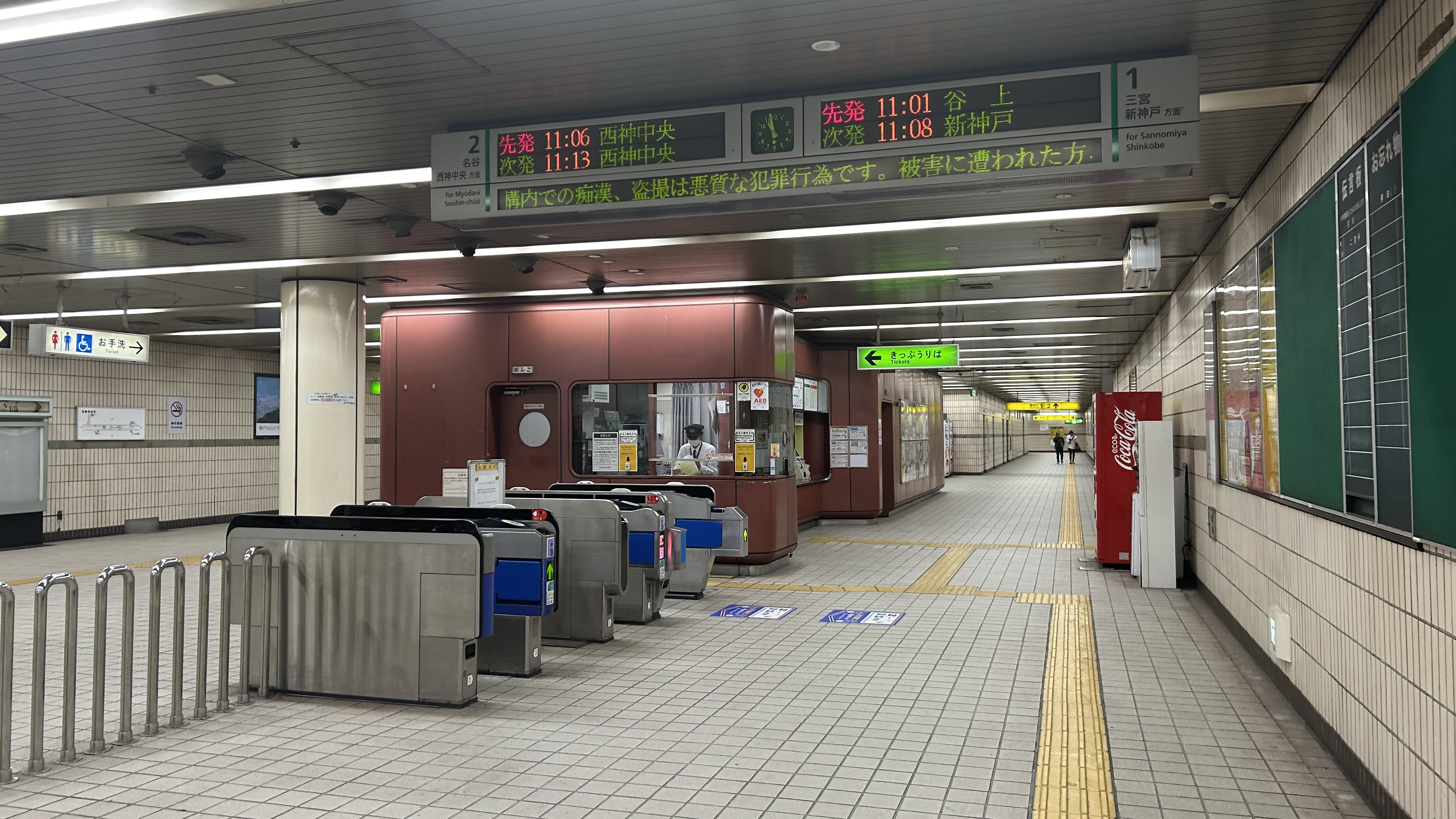
驗票口（2024年5月）

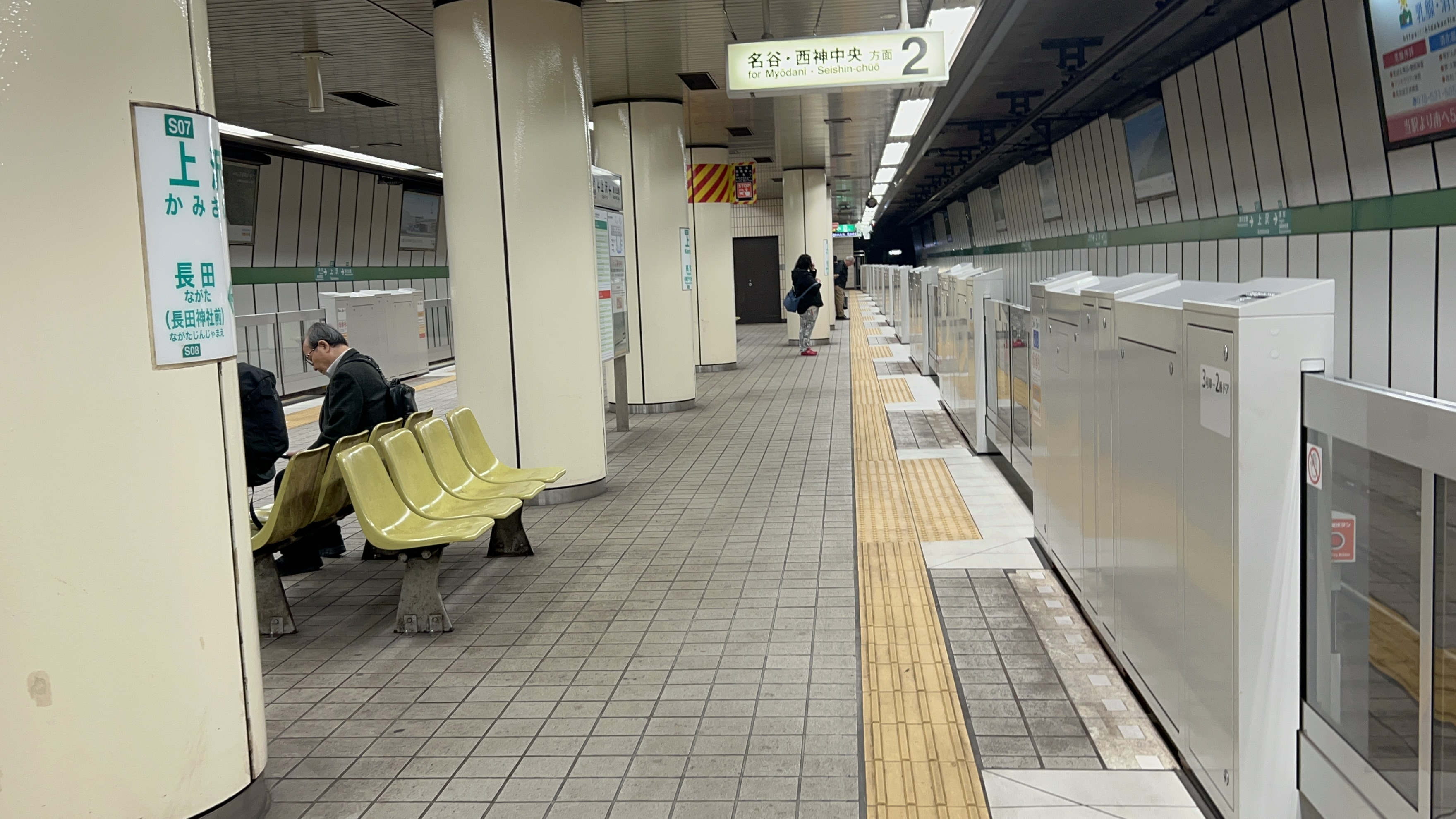
月台（2024年4月）

本站的地下1樓設有大堂和閘口，地下2樓是島式1面2線月台的地底車站。

### 月台配置
| 月台 | 路線        | 目的地                 |
| ---- | ----------- | ---------------------- |
| 1    | 西神·山手線 | 三宮、新神戶、谷上方向 |
| 2    | 西神·山手線 | 名谷、西神中央方向     |

## 使用情況
2016年（平成28年）度的1日平均上車人次為3,598人。
近年的1日平均上車人次的推移如下表。
| 年度               | 1日平均 上車人次 |
| ------------------ | ---------------- |
| 1995年（平成07年） | 3,285            |
| 1996年（平成08年） | 3,132            |
| 1997年（平成09年） | 3,079            |
| 1998年（平成10年） | 2,908            |
| 1999年（平成11年） | 2,922            |
| 2000年（平成12年） | 2,684            |
| 2001年（平成13年） | 3,722            |
| 2002年（平成14年） | 3,361            |
| 2003年（平成15年） | 3,321            |
| 2004年（平成16年） | 3,214            |
| 2005年（平成17年） | 3,194            |
| 2006年（平成18年） | 3,236            |
| 2007年（平成19年） | 3,226            |
| 2008年（平成20年） | 3,291            |
| 2009年（平成21年） | 3,044            |
| 2010年（平成22年） | 3,120            |
| 2011年（平成23年） | 3,097            |
| 2012年（平成24年） | 3,107            |
| 2013年（平成25年） | 3,282            |
| 2014年（平成26年） | 3,312            |
| 2015年（平成27年） | 3,411            |
| 2016年（平成28年） | 3,598            |

## 歷史
- 1983年（昭和58年）6月17日：開始營業。
- 1995年（平成7年）
  - 1月17日：受阪神大地震影響無法通行。
  - 2月16日：山手線恢復運行，但通過此站。
  - 3月31日：再次營業。

## 電影取景地
作家金城一紀的直木獎得獎小說《GO》改編為電影時，原本向東京地下鐵申請在線路上拍攝，但未獲得許可，因此在神戶電影辦公室（神戸フィルムオフィス）的居中協調下，獲得神戶市營地下鐵的協助，於2001年7月1日至4日每晚列車收班後到首班車發車前，在上澤站的路線進行拍攝工作。電影於同年10月20日在日本上映。
《大搜查線》的外傳電影《交渉人真下正義》在拍攝期間，本來要借用東京地下鐵的多個車站拍攝，但東京都交通局考慮到易讓人想起1995年發生的東京地鐵沙林毒氣事件而否決申請。劇組因此只能改向日本全國多個地下鐵申請拍攝，其中片中虛構的「TTR代代木線大手町站」是在上澤站的月台取景拍攝。電影於2005年5月7日上映。

## 相鄰車站
神戶市交通局（神戶市營地下鐵）
西神·山手線
湊川公園（S06）－上澤（S07）－長田（長田神社前）（S08）

## 外部連結
- 上澤站（页面存档备份，存于） - 神戶市交通局